# Veľká Lodina
Veľká Lodina es un municipio del distrito de Košice-okolie en la región de Košice, Eslovaquia, con una población estimada a final del año 2024 de 321 habitantes.
Se encuentra ubicado en el centro de la región, en la cuenca hidrográfica del río Sajó (afluente derecho del Tisza) y cerca de la frontera con la región de Prešov y con Hungría.

## Demografía
| Año        | 1994 | 2004     | 2014    | 2024     |
| ---------- | ---- | -------- | ------- | -------- |
| Población  | 226  | 253      | 274     | 321      |
| Diferencia |      | +11,94 % | +8,30 % | +17,15 % |

| Año        | 2023 | 2024    |
| ---------- | ---- | ------- |
| Población  | 318  | 321     |
| Diferencia |      | +0,94 % |